# 民國大馬路
民國大馬路（葡萄牙語：Avenida da República）是位于澳门半岛風順堂區的一條道路。该路北起西湾街，南至半岛最南端的妈阁上街。道路原址原为西湾的海滩，1910年由人工填筑而成马路。1910年10月，澳门举行庆典，庆祝葡萄牙1910年10月5日革命成功，葡萄牙第一共和國建立，當年12月24日道路通行。1911年1月28日道路命名，道路的名稱「民国大马路」與葡萄牙實行共和有關。1925年，澳葡政府炸開西灣與媽閣之間的瀕海山崖，民國大馬路於是可以通往媽閣。
衣灣斜巷與民國大馬路交界處是一幢紅色葡式建築物，此處曾為澳門基金會總部大樓。於2011年8月遷往南灣。
該馬路上還有一幢兩層樓的葡式別墅。1990年，該樓成為澳門紅十字會會址。
馬路南端是聖地牙哥酒店。